# Tyler Benson
Tyler Benson, född 15 mars 1998, är en kanadensisk professionell ishockeyforward som är kontrakterad till Edmonton Oilers i National Hockey League (NHL) och spelar för Bakersfield Condors i American Hockey League (AHL). Han har tidigare spelat för Vancouver Giants i Western Hockey League (WHL).
Benson draftades av Edmonton Oilers i andra rundan i 2016 års draft som 32:a spelare totalt.

## Statistik
ERBHL = Edmonton Rural Bantam Hockey League | NAPHL = North American Prospects Hockey League
| 2010–2011  | SSAC Hockey               | ERBHL      | 12  | 13 | 8   | 21  | 0   | —  | —  | —  | —  | —  |
| 2011–2012  | SSAC Lions                | AMBHL      | 33  | 34 | 50  | 84  | 44  | 11 | 12 | 19 | 31 | 4  |
| 2012–2013  | SSAC Lions                | AMBHL      | 33  | 57 | 89  | 146 | 52  | 11 | 15 | 22 | 37 | 16 |
|            | SSAC Bulldogs             | AMMHL      | 1   | 1  | 1   | 2   | 0   | —  | —  | —  | —  | —  |
| 2013–2014  | Pursuit of Excellence     | CSSHL      | 15  | 15 | 20  | 35  | 40  | 3  | 2  | 2  | 4  | 6  |
|            | Pursuit of Excellence U16 | NAPHL      | 21  | 14 | 26  | 40  | 48  | 4  | 3  | 4  | 7  | 28 |
|            | Vancouver Giants          | WHL        | 7   | 0  | 0   | 0   | 0   | —  | —  | —  | —  | —  |
| 2014–2015  | Vancouver Giants          | WHL        | 62  | 14 | 31  | 45  | 55  | —  | —  | —  | —  | —  |
| 2015–2016  | Vancouver Giants          | WHL        | 30  | 9  | 19  | 28  | 46  | —  | —  | —  | —  | —  |
| 2016–2017  | Vancouver Giants          | WHL        | 33  | 11 | 31  | 42  | 31  | —  | —  | —  | —  | —  |
| 2017–2018  | Vancouver Giants          | WHL        | 58  | 27 | 42  | 69  | 39  | 7  | 3  | 8  | 11 | 10 |
|            | Bakersfield Condors       | AHL        | 5   | 0  | 3   | 3   | 0   | —  | —  | —  | —  | —  |
| 2018–2019  | Bakersfield Condors       | AHL        | 68  | 15 | 51  | 66  | 44  | 10 | 1  | 6  | 7  | 10 |
| 2019–2020  | Edmonton Oilers           | NHL        | 1   | 0  | 0   | 0   | 0   | —  | —  | —  | —  | —  |
|            | Bakersfield Condors       | AHL        | 42  | 9  | 26  | 35  | 34  | —  | —  | —  | —  | —  |
| NHL totalt | NHL totalt                | NHL totalt | 1   | 0  | 0   | 0   | 2   | —  | —  | —  | —  | —  |
| AHL totalt | AHL totalt                | AHL totalt | 115 | 24 | 80  | 104 | 78  | 10 | 1  | 6  | 7  | 10 |
| WHL totalt | WHL totalt                | WHL totalt | 190 | 61 | 123 | 184 | 171 | 7  | 3  | 8  | 11 | 10 |

### Internationellt
| Källa: Uppdaterad: 2020-02-08 | Källa: Uppdaterad: 2020-02-08 | Källa: Uppdaterad: 2020-02-08 |         | Utv = Utvisningsminuter | Utv = Utvisningsminuter | Utv = Utvisningsminuter | Utv = Utvisningsminuter | Utv = Utvisningsminuter |
| År                            | Lag                           | Mästerskap                    | Matcher | Mål                     | Assists                 | Poäng                   | Utv                     |                         |
| ----------------------------- | ----------------------------- | ----------------------------- | ------- | ----------------------- | ----------------------- | ----------------------- | ----------------------- | ----------------------- |
| 2015                          | Kanada                        | U18-VM                        | 7       | 1                       | 3                       | 4                       | 8                       |                         |
| Junior totalt                 | Junior totalt                 | Junior totalt                 | 7       | 1                       | 3                       | 4                       | 8                       |                         |